# Daniela Jordanova
Daniela Jordanova (in bulgaro Даниела Йорданова?; trasl. angl.: Daniela Yordanova; 8 marzo 1976) è un'ex mezzofondista bulgara.

## Palmarès
| Anno | Manifestazione  | Sede     | Evento       | Risultato | Prestazione | Note                                     |
| ---- | --------------- | -------- | ------------ | --------- | ----------- | ---------------------------------------- |
| 2000 | Giochi olimpici | Sydney   | 1500 m piani | 10ª       | 14'56"95    |                                          |
| 2001 | Mondiali indoor | Lisbona  | 1500 m piani | 5ª        | 4'12"79     |                                          |
| 2002 | Europei indoor  | Vienna   | 1500 m piani | 5ª        | 4'10"47     |                                          |
| 2002 | Europei         | Monaco   | 1500 m piani | 5ª        | 4'03"03     |                                          |
| 2003 | Mondiali        | Parigi   | 1500 m piani | 7ª        | 4'02"34     |                                          |
| 2004 | Mondiali indoor | Budapest | 1500 m piani | 4ª        | 4'08"52     |                                          |
| 2004 | Giochi olimpici | Atene    | 1500 m piani | 5ª        | 3'59"10     |                                          |
| 2006 | Europei         | Göteborg | 1500 m piani | Bronzo    | 3'59"37     |                                          |
| 2007 | Mondiali        | Osaka    | 1500 m piani | Bronzo    | 4'00"82     | Miglior prestazione personale stagionale |
| 2008 | Mondiali indoor | Valencia | 1500 m piani | Bronzo    | 4'04"19     |                                          |